# Mandari (langue)
Pour les articles homonymes, voir Mandari.
Pour la langue munda parlée en Inde, voir Mundari.
Le mandari (ou mundari, mondari, autonyme, kʊ́tʊ́k nà mʊ̀ndárì) est une langue nilo-saharienne, de la branche des langues nilotiques orientales, parlée dans le Soudan du Sud.

## Classification
Le mandari est une langue nilo-saharienne classée dans le sous-groupe nilotique oriental, rattaché aux langues soudaniques orientales.

Le mandari fait partie du sous-groupe des langues bari qui comprend le bari, le kakwa ainsi que le nyangwara, le pöjulu, le ngyepu et le kuku. Voßen traite ces parlers comme des dialectes du bari, mais utilise aussi le terme de langues bari pour les désigner.

## Écriture
| Majuscules | A  | Ä | ʼB | D | ʼD | E | G | I | Ï | J | K | L  | M | N |
| Minuscules | a  | ä | ʼb | d | ʼd | e | g | i | ï | j | k | l  | m | n |
| Majuscules | NY | Ŋ | O  | P | R  | S | T | U | Ü | W | Y | ʼY | ʼ |   |
| Minuscules | ny | ŋ | o  | p | r  | s | t | u | ü | w | y | ʼy | ʼ |   |

## Phonologie
Les tableaux présentent les voyelles et les consonnes du mandari.

### Voyelles
|         | Antérieure  | Centrale | Postérieure |
| ------- | ----------- | -------- | ----------- |
| Fermée  | i [i] ɪ [ɪ] |          | u [u] ʊ [ʊ] |
| Moyenne | e [e] ɛ [ɛ] | ö [-]    | o [o] ɔ [ɔ] |
| Ouverte |             | a [a]    |             |

### Deux types de voyelles
Le mandari, comme les autres langues nilotiques, dont les langues bari, différencie les voyelles selon leur lieu d'articulation. Elles sont soit prononcées avec l'avancement de la racine de la langue, soit avec la rétraction de la racine de la langue.
Les voyelles avec avancement de la racine de la langue sont [i], [e], [o], [ö], [u].
Les voyelles avec rétraction de la racine de la langue sont [ɪ], [ɛ], [ɔ], [a], [ʊ]

### Consonnes
|              |              | Labiales | Alvéolaires | Latérales | Dorsales | Dorsales | Glottales |
| ------------ | ------------ | -------- | ----------- | --------- | -------- | -------- | --------- |
| Palatales    | Vélaires     | Labiales | Alvéolaires | Latérales |          |          | Glottales |
| Occlusives   | Sourde       | p [p]    | t [t]       |           |          | k [k]    | ʔ [ʔ]     |
| Occlusives   | Sonore       | b [b]    | d [d]       |           |          | g [g]    |           |
| Occlusives   | Implosive    | ɓ [ɓ]    | ɗ [ɗ]       |           | ʾy [ʄ]   |          |           |
| Fricative    | Fricative    |          |             | s [s]     |          |          |           |
| Affriquée    | Affriquée    |          |             |           | j [d͡ʒ]   |          |           |
| Nasale       | Nasale       | m [m]    | n [n]       |           | ɲ [ɲ]    | ŋ [ŋ]    |           |
| liquide      | liquide      |          | r [r]       | l [l]     |          |          |           |
| Semi-voyelle | Semi-voyelle | w [w]    |             |           | y [j]    |          |           |

### Une langue tonale
Le mandari compte quatre tons, haut, bas, moyen et haut-bas.